# ورو بیچ (فلوریدا)
ورو بیچ (به انگلیسی: Vero Beach) شهری در شهرستان ایندین ریور ایالت فلوریدا است که در سال ۱۹۱۹ بنیان‌گذاری شده‌است. این شهر طبق سرشماری سال ۲۰۱۰ میلادی، ۱۶٬۹۳۹ نفر جمعیت داشته و مساحت آن نیز ۳۳٫۵ کیلومتر مربع است.